# Galeopsis pentagonus
Galeopsis pentagonus is een mosdiertjessoort uit de familie van de Celleporidae. De wetenschappelijke naam van de soort werd in 1842 voor het eerst geldig gepubliceerd door Alcide d'Orbigny.